# Olivnackenweber
Der Olivnackenweber (Ploceus brachypterus) zählt innerhalb der Familie der Webervögel (Ploceidae) zur Gattung der Ammerweber (Ploceus).
Der Art wird von Avibase und International Ornithological Union als Unterart (Ssp.) (Ploceus nigricollis brachypterus) des Kurzflügelwebers (Ploceus nigricollis) angesehen, Handbook of the Birds of the World führt diesen Weber als eigenständige Art Olivnackenweber  (Ploceus brachypterus).
Der lateinische Artzusatz kommt von altgriechisch βραχύς brachys, deutsch ‚kurz‘ und altgriechisch πτερόν pteron, deutsch ‚Flügel‘.
Der Vogel kommt in Afrika in Gambia, Ghana und Guinea-Bissau vor.
Das Verbreitungsgebiet umfasst bewaldete Lebensräume von baumbestandener Savanne, Galeriewald bis Lichtungen und Waldränder.

## Merkmale
Die Art ist 15 bis 17 cm groß und wiegt zwischen 21 und 39 g. Das Männchen hat im Brutkleid einen schmalen schwarzen Augenstreif und einen schwarzen Kehlfleck, ansonsten eine gelbe Stirn, einen goldorangenen Scheitel, auch die Unterseite ist gelb. Oberseite einschließlich Schwanz sind olivgrün. Das Weibchen hat einen schwarzen Scheitel in den Nacken übergehend, der Scheitel ist gelblich bis olivfarben. Es bildet sich ein breiter gelber Überaugenstreif. Der Augenstreif reicht bis in den Nackenbereich. Es gibt kein Schlichtkleid. Jungvögel sind blass olivfarben auf der Oberseite. Die Art unterscheidet sich außerdem vom Kurzflügelweber durch eine blasse Iris und einen olivfarbenen Nacken, die schwarze Maske ist breiter.
Die Art ist monotypisch.

## Stimme
Der Gesang des Männchens wird als wird als kurzes, schnelles und lautes „wriou wriouu wizzz“, der Ruf als scharfes „chwit chwit“ beschrieben, unterscheidet sich nicht vom Kurzflügelweber.

## Lebensweise
Die Nahrung besteht hauptsächlich aus Insekten.
Die Brutzeit liegt zwischen Juli und November in Senegambia, September  in Guinea-Bissau, zwischen September und Oktober in Liberia, zwischen Januar und September in Ghana, im Juli in Burkina Faso und zwischen Juni und September in Nigeria.

## Gefährdungssituation
Der Bestand gilt als nicht gefährdet (Least Concern).